# Orsainville (quartier)
Pour le comté en Nouvelle-France, voir Orsainville (comté).
Orsainville est l'un des 35 quartiers de la ville de Québec. Il est situé dans l'arrondissement de Charlesbourg. Il est issu de l'ancienne municipalité d'Orsainville, elle-même fusionnée à l'ancienne ville de Charlesbourg en 1976.

## Géographie
Le quartier est délimité par le boulevard Jean-Talon (au sud), l'autoroute 73 (à l'ouest), le boulevard du Loiret (à l'est) et la rue de la Faune (au nord).
Il est traversé en son centre, du nord au sud, par le boulevard Henri-Bourassa. Cet axe est plus dense que le reste du territoire, lequel est majoritairement occupé par des résidences unifamiliales. À l'ouest, une importante partie du territoire est occupée par le golf de la Faune et par le parc des Moulins.
Son relief est plutôt plat sauf dans la partie nord du quartier où se trouve la « côte du Zoo » qui atteint 173 mètres. L'altitude moyenne est d'environ 120 mètres. On y retrouve trois rivières : la rivière du Berger, la rivière des Commissaires et la rivière des Roches.

## Histoire

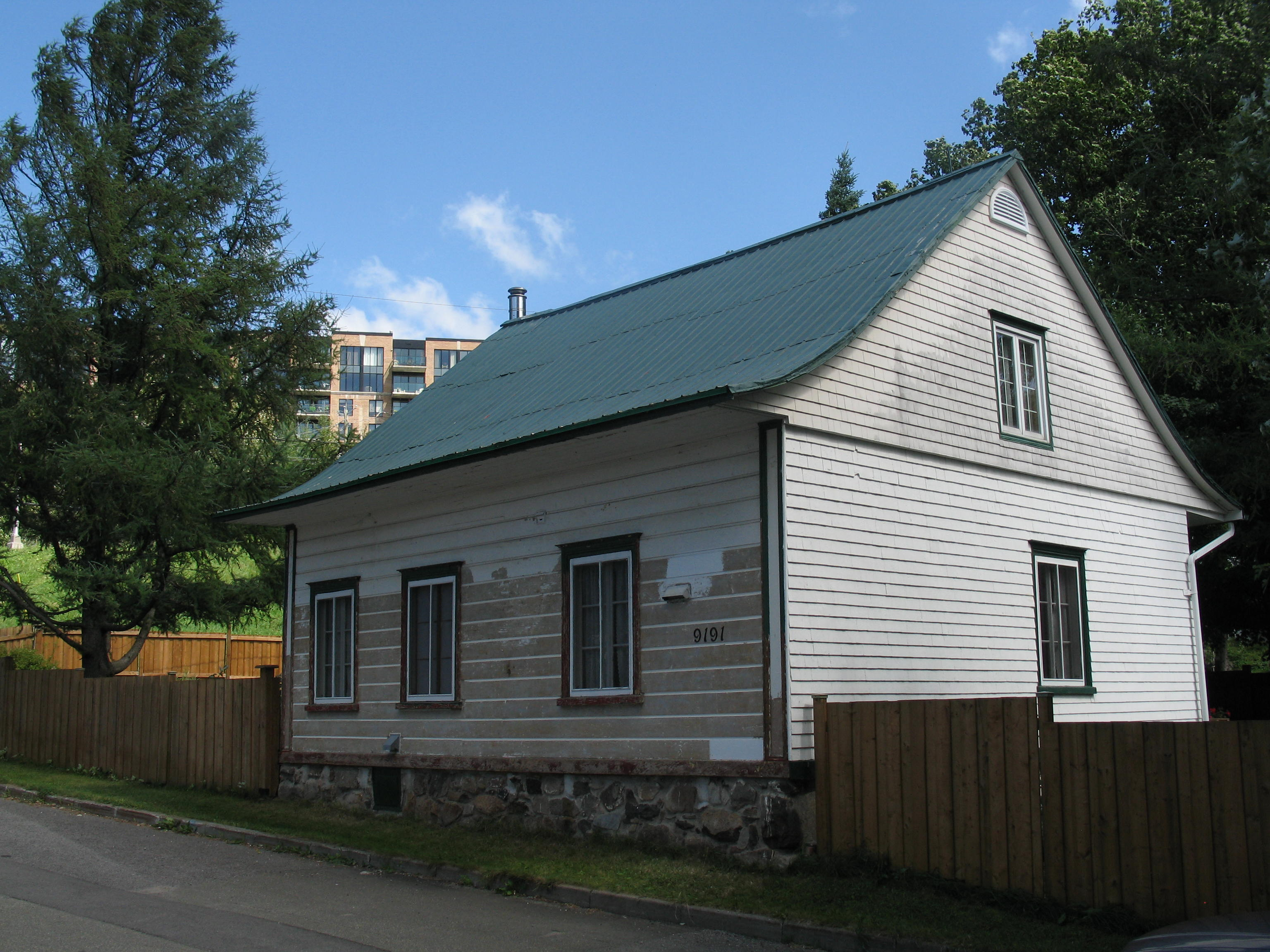
Maison ancienne sur la rue Hector-Laferté

Vers 1696, le chemin de Charlesbourg (aujourd'hui la 1re Avenue) est prolongé au nord sous le nom de rang Saint-Pierre (aujourd'hui le boulevard Henri-Bourassa), connectant ainsi le trait-carré de Charlesbourg au futur quartier d'Orsainville. Le rang sépare deux nouveaux secteurs défrichés : Saint-Pierre, à l'ouest, et Saint-Claude, à l'est. Les familles Élie et Joubert sont les premières à s'y installer. À partir de 1855, le territoire est inclus dans la vaste municipalité de Saint-Charles-de-Charlesbourg. Cette municipalité sera morcelée à plusieurs reprises jusqu'en 1952. À ce moment, Saint-Charles-de-Charlesbourg possède approximativement le même territoire que le quartier actuel. Cette année-là, la hausse démographique permet l'érection de la paroisse Saint-Pierre-aux-Liens. En 1953, la municipalité est renommée Orsainville en l'honneur du comté d'Orsainville, fief situé à proximité à l'époque de la Nouvelle-France. Orsainville n'est qu'une municipalité parmi d'autres dans la région à voir son toponyme laïcisé, phénomène lié à la Révolution tranquille. Ayant acquis le statut de ville en 1960, Orsainville se développe rapidement, passant de paroisse agricole à banlieue. En 1976, elle est fusionnée à Charlesbourg avec d'autres municipalités. Elle devient alors un quartier de cette ville, puis de cet arrondissement en 2002 lorsque Charlesbourg se fusionne à son tour à Québec.
Le Jardin zoologique du Québec, existant de 1931 à 2006, se trouvait à Orsainville. Son emplacement est occupé depuis par le parc des Moulins.
Le centre de détention de Québec, une prison provinciale construite vers 1970, est familièrement appelé prison d'Orsainville, bien qu'il soit situé juste à côté, donc pas sur le territoire d'Orsainville.

## Administration
Depuis le 17 octobre 2022, Orsainville possède un conseil de quartier. Auparavant, le quartier portait provisoirement le nom de quartier 4-2.

### Liste des maires d'Orsainville
- 1953-1957 : Liguori Lapointe
- 1957-1961 : Alphonse Chabot
- 1961 : Maurice Bédard
- 1961-1966 : Léo-Loridon Vibert
- 1966-1975 : Maurice Renault

### Hommages toponymiques
- Probablement, dans les années 1950, la rue des Chevreuils, qui est présente dans la ville de Québec, avait été nommée rue Lapointe en l'honneur du maire Lapointe et présente dans la ville d'Orsainville.
- La rue d'Orsainville, auparavant place d'Orsainville a été nommée en l'honneur de l'ancienne ville, dans l'ancienne ville d'Orsainville maintenant présente dans la ville de Québec.

## Portrait du quartier

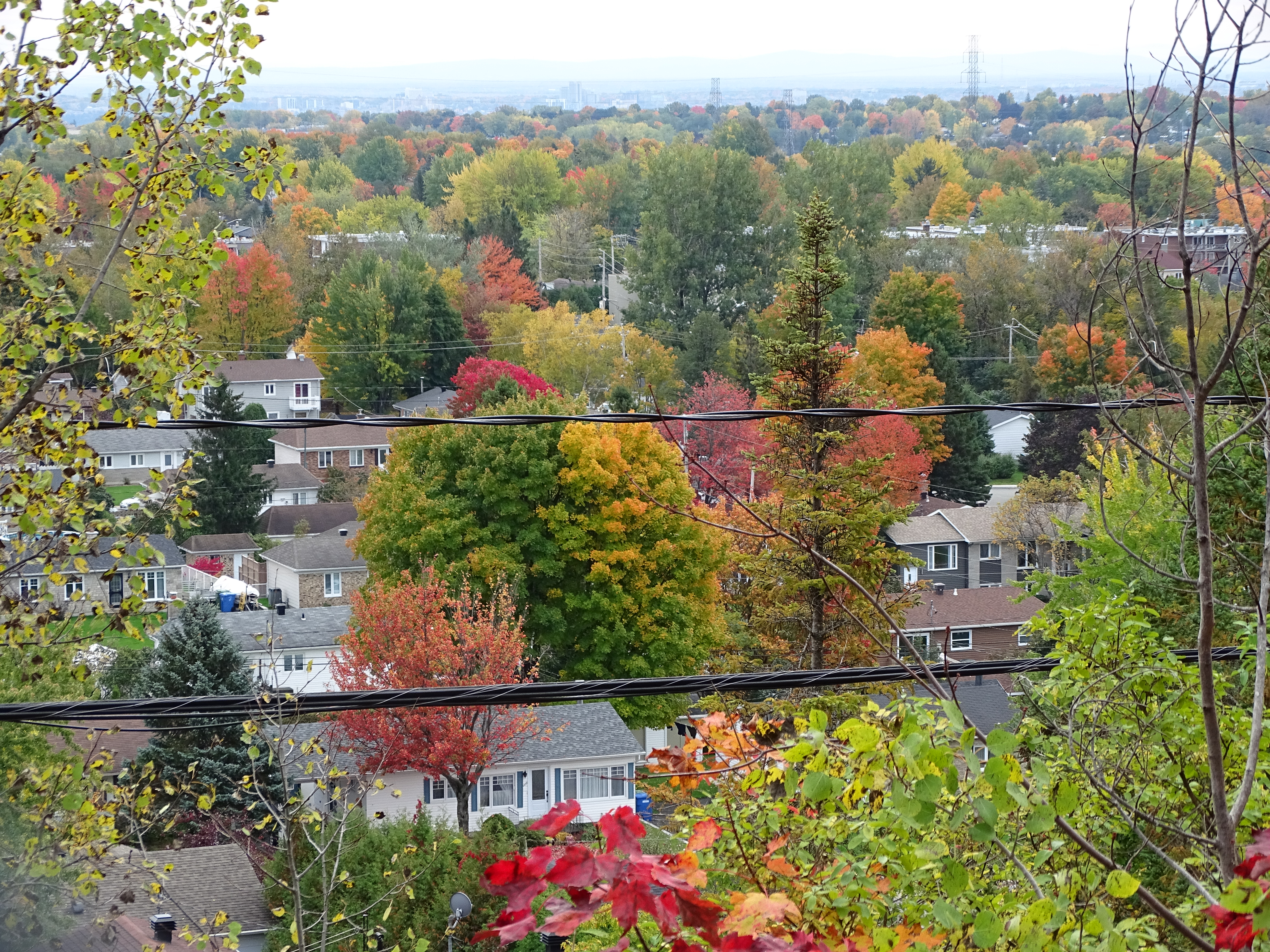
Quelques maisons d'Orsainville vues depuis le parc des Verveines.

### Artères principales
- Boulevard Henri-Bourassa

### Parcs, espaces verts et loisirs
- Parc des Moulins
- Parc Saint-Pierre
- Parc des Verveines
- Parc du Périgord
- Parc du Lyonnais
- Parc Chabot

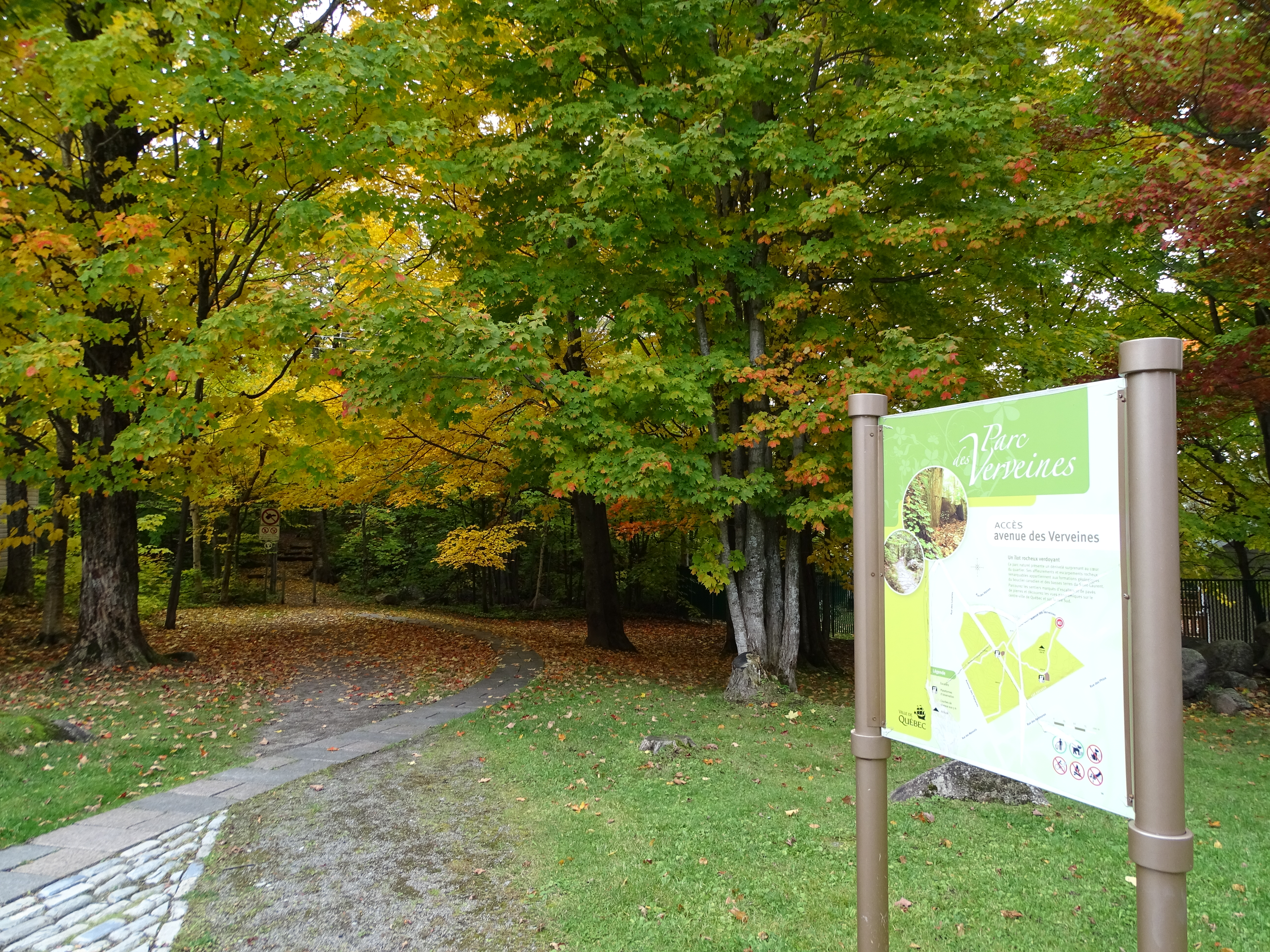
Parc des Verveines

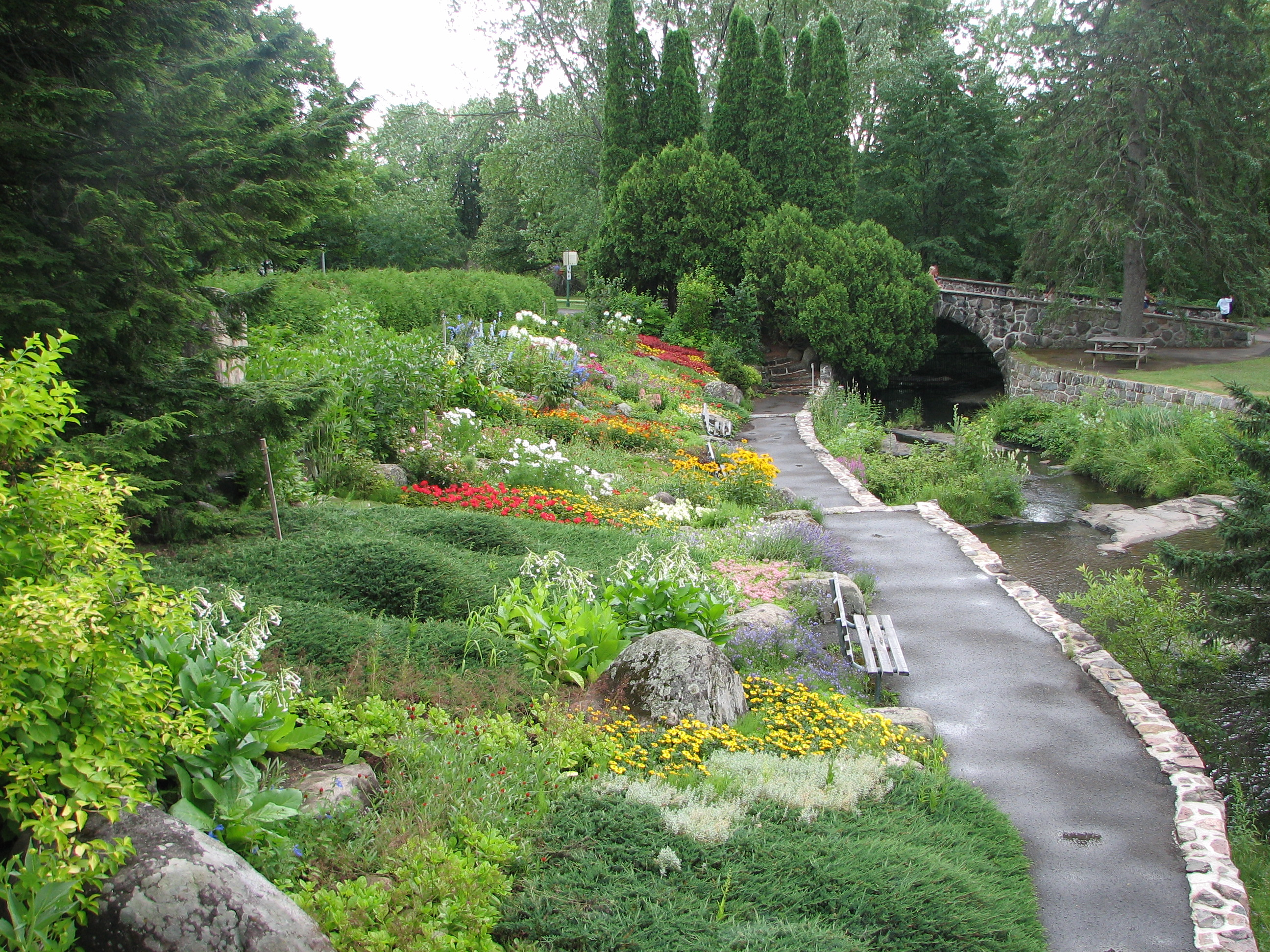
Le parc des Moulins est traversé par la rivière du Berger.

- Parc linéaire de la Rivière-des-Roches

### Édifices religieux

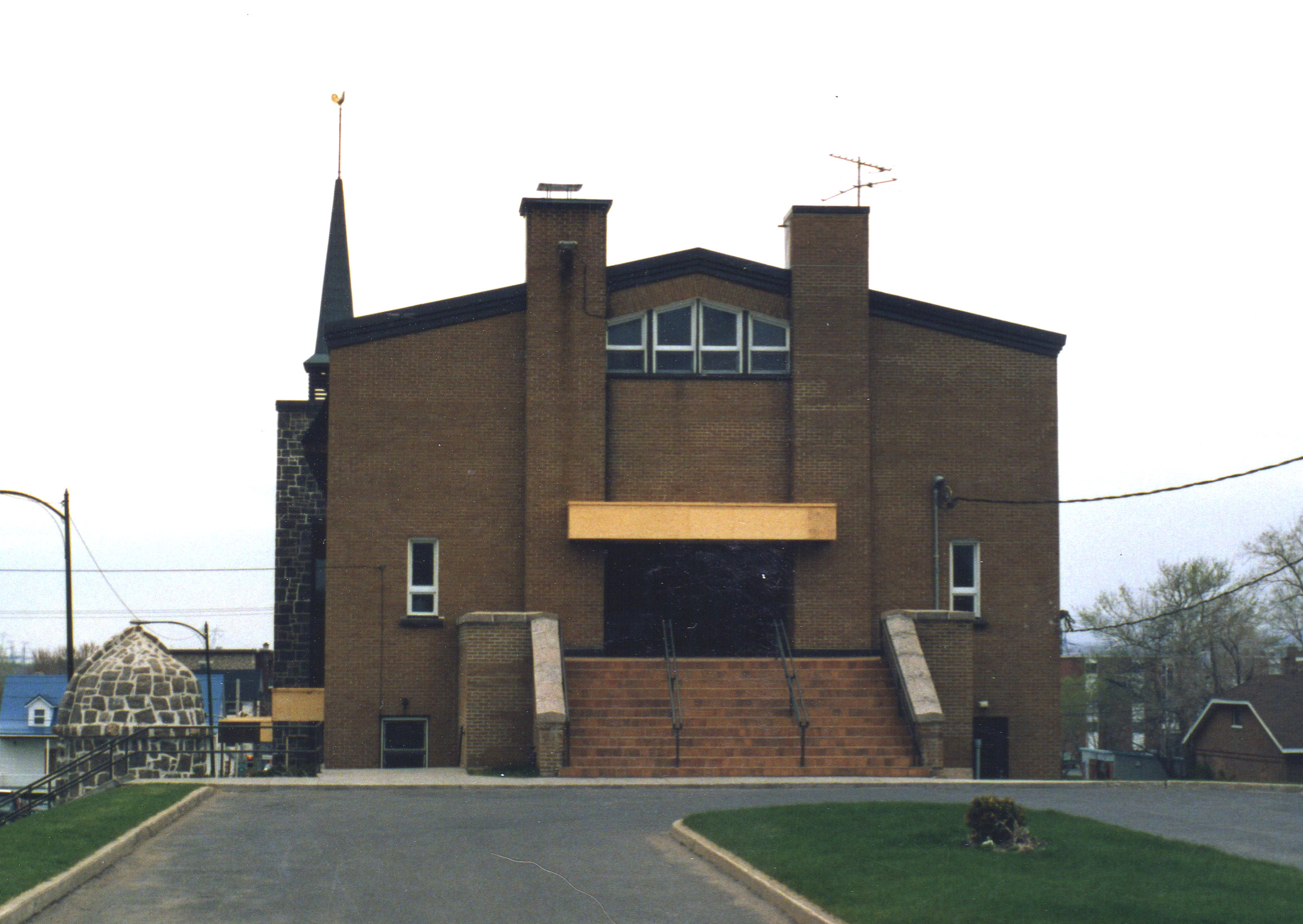
Église Saint-Pierre-aux-Liens

- Église Saint-Pierre-aux-Liens, datant de 1954.

### Lieux d'enseignement
- École primaire Chabot et de l'Oasis
- École primaire du Cap-Soleil et St-Pierre
- École primaire des Loutres

## Démographie
Lors du recensement de 2016, le portrait démographique du quartier était le suivant :
- sa population représentait 18 % de celle de l'arrondissement et 2,7 % de celle de la ville.
- l'âge moyen était de 43,6 ans tandis que celui à l'échelle de la ville était de 43,2 ans.
- 69,6 % des habitants étaient propriétaires et 30,4 % locataires.
- Taux d'activité de 61,7 % et taux de chômage de 4,1 %.
- Revenu moyen brut des 15 ans et plus : 39 813 $.

| 1966  | 1971   | 1996   | 2001   | 2006   | 2011   | 2016   | 2021   |
| ----- | ------ | ------ | ------ | ------ | ------ | ------ | ------ |
| 7 068 | 12 520 | 14 585 | 13 990 | 13 745 | 14 515 | 14 580 | 16 575 |